# Цианид
Цианидите са соли на циановодородната (синилна) киселина HCN, например NaCN (натриев цианид), KCN (калиев цианид, цианкалий). CN-група съдържат и други химични съединения, например нитрили, уретани и др.
Повечето видове цианиди са силно отровни. Ефектът им върху живи организми е блокиране на клетъчното дишане (който ефект обаче е обратим в кратки срокове). Цианидите са редуктори, ползват се в бижутерията, при горещо поцинковане на металите. В България все още се използват на някои места, въпреки че се води дискусия за премахването му.
Като първо органично съединение на Земята учените посочват именно цианида, от който след това са се развили останалите химични съставки на живите организми.

## Разпространение
Има различни видове цианиди. Някои от тях се срещат в природата, а други се синтезират изкуствено. Има редица растения и плодове, които произвеждат цианиди в изключително малки количества. Много от синтетично произвежданите цианиди са силни и бързодействащи отрови.
В природата цианиди се произвеждат от някои видове бактерии, гъби и водорасли. Цианиди могат да се открият, макар и в изключително малки количества, в някои видове семена и ядкови сърцевини (ядката на плода манго). При растенията цианидите са свързани с молекулите на захарите и така ги предпазват от тревопасни.
Цианиди се съдържат в цигарения дим, в отработените газове от двигателите с вътрешно горене.

## Различни химични форми на цианид
Цианидът се образува, отделя и деградира по естествен път от различни видове животни, растения, насекоми, гъби и бактерии. Съществуват цианогенни растения, които могат да произвеждат и изпускат цианид при приемането им като храна и готвенето им. Списъкът с растения, произвеждащи цианид, включва бадеми, ядки от кайсии, бамбук, бобови кълнове, маниока, кашу, череши, леща, маслини, картофи, сорго и соеви семена. Най-известните случаи на отравяне на хора от естествен природен източник са от приема на такова цианогенно растение и по-специално маниока. При неправилно приготвяне на маниока може да се отдели цианид в токсични размери, което да причини хронична парализа на крайниците, особено сред младите хора. В държавите в Африка са документирани няколко хиляди случая на болестта Конзо, резултат от именно такова отравяне.

## Използване на цианид
В миналото цианидите са били прилагани като химическо оръжие. Цианидите са бързодействащи химични съединения, които могат да бъдат смъртоносни за хората и животните. Те са били използвани като химическо оръжие за пръв път през Първата световна война. Циановодородът, съдържащ се в пестицида Циклон Б, е бил широко използван през Втората световна война от нацистка Германия за масови убийства в газовите камери, както и като дезинфектант.
Днес се използват в пестициди, фунгициди, производство на пластмаси, добив на метали, производство на бои и лекарства. Някои промишлени процеси при производство на желязо и стомана водят до непреднамерено образуване на цианиди. Дори и при хлорирането на питейната вода е възможно да се образува цианидно съединение. През 1994 г. Агенцията за опазване на околната среда на САЩ издава предупреждение относно комуналното водоснабдяване, в което посочва, че хлорирането на води, които съдържат повече от 0,2 mg/L цианид, може да доведе до формирането на високо токсичен вторичен продукт – циановодород. Именно това съединение е използвано като бойно отровно вещество през Първата световна война под наименованието „синилна киселина“.
Цианидите са основният реагент, използван при добива на злато. От 2000 г. насам в света работят около 875 предприятия за добив на злато и сребро чрез цианиди, 400 от които са големи производители.
Златото, както и другите ценни метали, притежава свойството да не се разтваря във вода. За да се извлече, е необходим комплексо-образувател, като натриевия цианид, който да свърже частиците злато в разтвора. Съществуват алтернативи на натриевия цианид за извличане на злато, като хлориди, бромиди, тиоуреа и тиосулфат. Те обаче имат някои недостатъци по отношение на технологията. Единият е, че се увеличава рискът от аварии, а другият е, че тези съединения образуват по-нестабилни комплекси и в резултат са необходими много по-агресивни условия, за да се извлече металът. Тези недостатъци са основната причина да се предпочитат цианидите за извличане на злато още от 1887 година, когато процесът за пръв път е приложен в практиката.
Около 1,4 млн. тона цианид се произвеждат годишно в света, като само 13% от това количество се използва за добив на злато. Останалите 87% се изразходват за производство на пластмаси, лепила, противопожарни средства, козметика, лекарства, храни и като противозаледяващо средство при зимната обработка на пътищата.
Кога хората са изложени на цианиди? Много често хората са изложени на ниски нива цианиди във всекидневния живот, най-вече чрез храната и тютюнопушенето или други източници. Поемането на цианиди чрез храна и вода в по-големи количества може да доведе до неприятни здравословни ефекти, но най-опасно за здравето е вдишването на цианиден газ. Експозиция на цианиди обикновено се документира при инциденти в предприятия за обработване на метал или терористични/военни действия.
Как ни влияят цианидите?
В случай, че хора биват в непосредствена близост до експозиция на цианиди, съединенията бързо навлизат в кръвоносната система. Организмът се отнася различно, когато в него постъпи малко или голямо количество цианид. В малки дози цианидите се свързват с други химикали в организма и образуват витамин B12. Когато цианидът е в големи дози, способността ни да го преобразуваме в тиоцианид е затруднена. Големите дози цианид пречат на клетките да свързват кислорода и следователно тези клетки умират. Сърцето, дихателната система и централната нервна система са най-податливи на действието на цианидите.
Как се управляват цианидите, за да не се допускат аварии? За предотвратяване на риска от аварии е приет „Международен код за управление на производството, транспорта и употребата на цианиди“. Това е доброволна програма за минната индустрия, която насърчава отговорното управление на цианиди при добива на злато, опазването на човешкото здраве и намаляване на потенциала за въздействие върху околната среда. Компаниите, подписали международното споразумение, подлежат на постоянни проверки дали спазват изискванията за безопасна работа с цианиди от независими контролни органи. Единствената българска компания, подписала споразумението, е „Челопеч Майнинг“ ЕАД.
От август 2012 г. „Горубсо-Кърджали“ АД е член на „Международния код за управление на производството, транспорта и употребата на цианиди“.
Основната част от цианидите и техните съединения, които попадат в повърхностните води, идват от отпадъчните води на пречиствателните станции и от железния цианид, използван като противослепващ агент в препаратите за зимна обработка на пътищата.